# Imperio de Samo
El Imperio de Samo es el nombre historiográfico con el que se conoce a una unión tribal eslava occidental que existió entre 623 y 658 en Europa central. Fue fundada por un mercader franco llamado Samo, quien se proclamaría Rex Sclavorum ("Rey de los Eslavos") de dicha unión que englobaría tribus checas, eslovacas, eslovenas y sorabas (estas últimas bajo Dervan), y cuyo centro político estaba entre lo que posiblemente fueran las regiones de Moravia (hoy Chequia) y de Nitravia (hoy Eslovaquia). Para muchas personas, se trataría del primer Estado eslavo de la historia (si no contamos a Provincia Sclavorum, actual Eslovenia).

## Territorio
Generalmente se cree que esta unión tribal comprendía las regiones de Moravia, Nitravia, Silesia, Bohemia y Lusacia. De acuerdo con Julius Barlt, el centro de poder estaría «en algún lugar en el Moravia Meridional, Baja Austria y el Eslovaquia occidental (Nitra)».  Según J. B. Bury, la suposición de que el dominio de Samo abarcaba Carantania (hoy Eslovenia), el país de los eslavos alpinos, se basa únicamente en el texto anónimo de Conversio Bagoariorum et Carantanorum.
Los hallazgos arqueológicos indican que el centro del Imperio estaría entre lo que hoy son Moravia, Baja Austria y Eslovaquia. De acuerdo con el historiador eslovaco Richard Marsina, es improbable que el centro de la unión tribal de Samo estuviera en toda Eslovaquia. Los establecimientos de lo que posteriormente serían la Gran Moravia y el Principado de Nitra, son a menudo indicios de los de la época de Samo.
Según los hallazgos de algunos arqueólogos alemanes, el núcleo del Estado de Samo estaría al norte del río Danubio, y en la parte superior del río Main. En algunas fuentes de principios del siglo IX, esa región es descrita como regio Sclavorum o terra Sclavorum. En ella también se encuentran grandes cantidades de cerámicas eslavas de la Edad Media. También han sido encontrados muchos topónimos eslavos en esa área, como Winideheim [La colina de los vendos], y Knetzburg [La montaña de la princesa].